# Stephen Miller
Stephen Miller (Santa Monica, Califòrnia, Estats Units, 23 d'agost de 1985) és un activista polític d'extrema-dreta americà que treballà de conseller superior del president dels Estats Units Donald Trump. Abans havia estat director de comunicació pel llavors senador Jeff Sessions. També va ser secretari de premsa per la congressista republicana Michele Bachmann i John Shadegg.
Com a redactor de discursos de Trump, Miller va col·laborar en la redacció del seu discurs inaugural. Ha estat un conseller clau des dels primers dies de la presidència de Trump i fou un dels principals artífexs de l'ordre executiva restrictora de la immigració des de set països predominantment musulmans, la reducció del nombre de refugiats acceptats als Estats Units i de la política de separació de fills d'immigrants dels seus pares. El 12 de febrer de 2017 va semblar que qüestionava el poder de la judicatura de limitar el paper de l'executiu en determinar la política d'immigració.
Miller ha fet en múltiples ocasions al·legacions falses o infundades pel que fa al frau electoral.

## Infantesa i joventut
Miller es va criar en el si d'una família jueva de tendència liberal a Santa Monica, Califòrnia. És el segon dels tres fills de Michael D. Miller, inversor immobiliari, i Miriam (Glosser) Miller. La seva família materna va emigrar als Estats Units a principis de la dècada dels 1900 des de Belarús fugint dels pogroms antijueus a l'Imperi Rus (1903-1906). Quan la seva família va arribar als Estats Units, la seva rebesàvia només parlava jiddisch, la llengua històrica dels asquenazites de l'Europa de l'Est. Tanmateix, malgrat la seva pobresa, com feien gairebé tots els immigrants pobres, la majoria de la família va aprendre anglès, va treballar força i van obrir negocis d'èxit a Pennsilvània - la clàssica història d'èxit de la immigració.
Miller va esdevenir un conservador compromès després de llegir Guns, Crime, and Freedom, un llibre contrari al control d'armes de l'executiu en cap de la National Rifle Association Wayne LaPierre. Mentre estudiava a Santa Monica High School, Miller va començar a aparèixer a programes de debat conservadors. El 2002, amb 16 anys, Miller va escriure una carta a l'editor de Santa Monica Outlook, criticant la resposta de la seva escola a l'11S en què va afirmar que Osama Bin Laden se sentiria molt benvingut a Santa Monica High School. Miller va invitar l'activista conservador David Horowitz a parlar, primer a l'institut i després a la Universitat Duke, i més tard va denunciar que cap d'aquests centres va autoritzar l'esdeveniment. Miller tenia el costum de provocar els seus companys d'institut amb afirmacions controvertides i de dir als estudiants sud-americans que parlessin només en anglès.
El 2007, Miller va rebre la seva llicenciatura de la Universitat de Duke, on va estudiar ciències polítiques. Miller va ocupar el càrrec de president de la secció de Duke del David Horowitz Freedom Center i va escriure columnes conservadores al diari de la facultat. Miller va atraure l'atenció nacional per la seva defensa dels estudiants acusats falsament de violació al cas Duke lacrosse. Mentre estudiava a la Universitat Duke, Miller va acusar la poeta Maya Angelou de paranoia racial i va descriure l'organització estudiantil Chicano Student Movement of Aztlán (MEChA) com un grup nacional hispànic radical que creu en la superioritat racial.
Mentre estudiava a Duke, Miller i la Unió Conservadora de Duke van ajudar el co-membre Richard B. Spencer, llavors estudiant graduat a Duke, a recaptar fons i promocionar un debat sobre política migratòria el març de 2007 entre els activistes pro-fronteres obertes i el professor de la Universitat d'Oregon Peter Laufer i el periodista Peter Brimelow, fundador del web oficial anti-immigració VDARE. Spencert esdevindria posteriorment una figura important en el moviment del supremacisme blanc i president del National Policy Institute, i famós per encunyar l'expressió alt-right. Spencer va afirmar en una entrevista als mitjans de comunicació que havia passat molt de temps amb Miller a Duke, i que Miller li havia fet de mentor. Descrivint aquesta relació íntima, Spencer va dir que estava una mica content que ningú n'hagués parlat, per por de fer mal a Trump. En una publicació posterior al seu blog va dir que la seva relació havia estat exagerada. Miller ha dit que ell «no té absolutament cap relació amb el senyor Spencer i que repudia completament les seves opinions, i que les seves acusacions són 100 per cent falses».
L'exvicepresident senior de la Universitat Duke, John Burness, va dir a The News & Observer el febrer de 2017 que, estant a Duke, Miller «semblava entendre que si discrepaves amb ell, el teu pensament tenia alguna cosa malèvola o estúpida- increïblement intolerant». En canvi, el professor d'història KC Johnson va criticar Duke per no haver tingut una atmosfera que permetés dir el que es creia, i va elogiar el paper de Miller a Duke: «Crec que va necessitar molt de coratge, i se li ha d'atribuir el mèrit per això».

## Carrera
Després de graduar-se de la universitat, Miller va treballar com a secretari de premsa per la congressista Michele Bachmann i el congressista John Shadegg, ambdós membres del Partit Republicà. Miller va començar a treballar pel senador d'Alabama i futur fiscal general Jeff Sessions el 2009, ascendint a la posició de director de comunicacions. A la 113a legislatura, Miller va tenir un paper important en la derrota del projecte de llei de reforma migratòria proposada pel bipartidista Gang of Eight. Com a part de la seva feina com a director de comunicacions, Miller era el responsable d'escriure bastants dels discursos que Sessions feia sobre el projecte de llei. Miller i Sessions van desenvolupar allò que Miller descriu com populisme de l'Estat-nació, una resposta a la globalització i a la immigració que influirien intensament la campanya presidencial de Trump de 2016. Miller també va treballar a la campanya guanyadora pel Congrés de Dave Brat el 2014, que va desbancar el líder de la majoria republicana Eric Cantor.

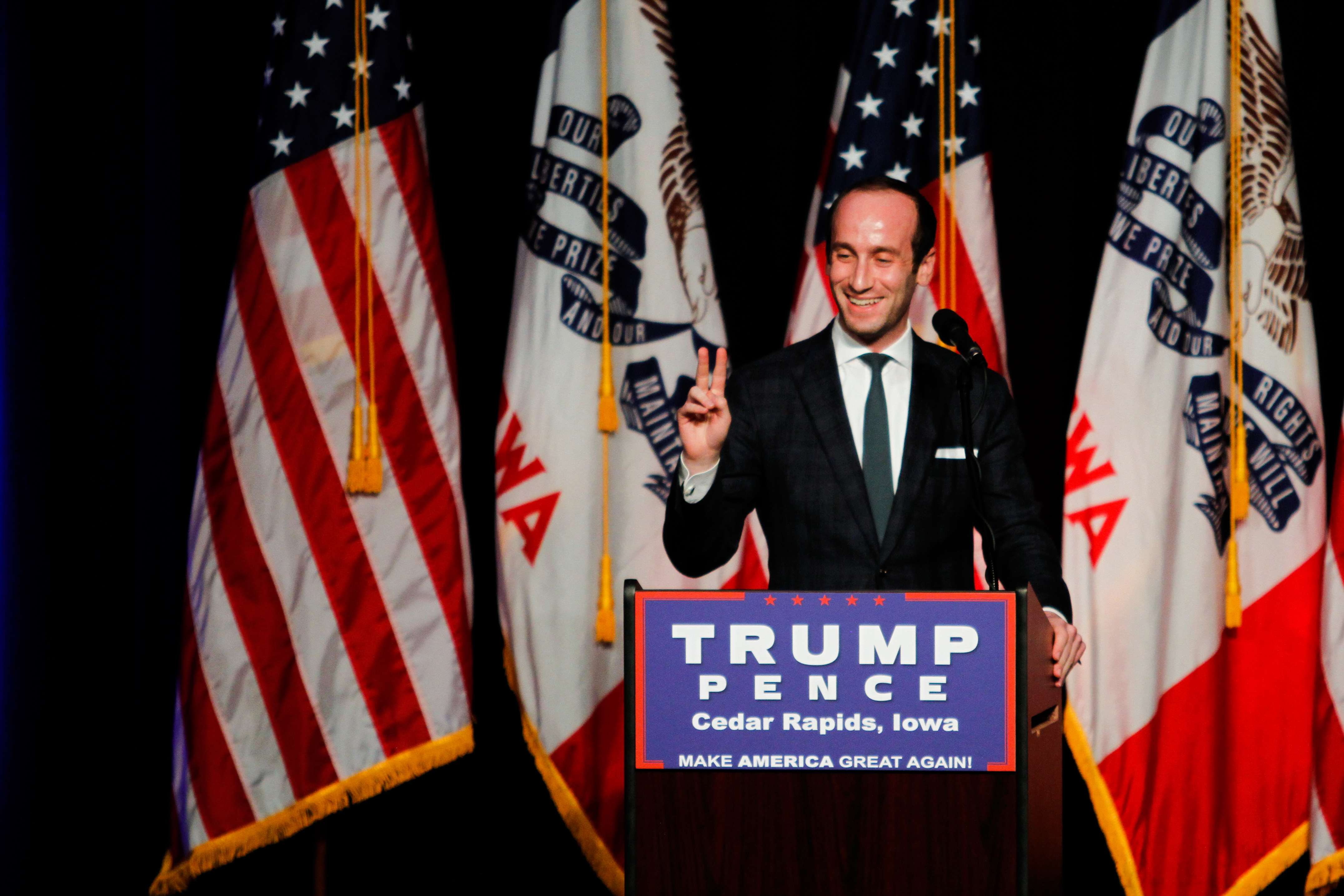
Miller en un míting de la campanya de Trump a Cedar Rapids, Iowa el 28 de juliol de 2016; fotografiat per Max Goldberg per lIowa State Daily

El gener de 2016, Miller es va unir a la campanya presidencial de Donald Trump de 2016 com a assessor polític superior. A partir del març de 2016, Miller parlava sovint en nom de la campanya de Trump, fent de teloner de Trump. Miller va escriure el discurs que Trump concedí a la Convenció Nacional Republicana de 2016. L'agost de 2016 Miller va ser nomenat cap de l'equip de política econòmica de Trump.
Es creu que Miller comparteix afinitat ideològica i que ha tingut una llarga col·laboració amb l'antic estratega en cap de la Casa Blanca Steve Bannon. Malgrat la correspondència ideològica amb Bannon, es va acabar distanciant de Bannon quan va caure en desgràcia amb la resta de la Casa Blanca.

### Administració Trump
| «                                                         | El govern dels Estats Units té una obligació sagrada, solemne, inviolable de fer complir les lleis dels Estats Units per a aturar la immigració il·legal i protegir les fronteres. No se'n pot desentendre. […] Hi ha un partit que està a favor de les fronteres obertes i n'hi ha un altre que vol protegir la frontera. I el poble americà sempre farà costat al partit que vulgui protegir la frontera. I no per poc. No 55-45. 60-40. 70-30. 80-20. Estic parlant de 90-10 en aquest tema. | » |
| — Stephen Miller, The New York Times (18 de juny de 2018) | |   |

El novembre del 2016, Miller va ser nomenat director de política nacional de l'equip de transició de Trump. El 13 de desembre de 2016, l'equip de transició va anunciar que Miller ocuparia el càrrec d'assessor de política superior al president durant l'administració Trump. Els primers dies de la presidència, Miller va treballar amb el senador Jeff Sessions, nominat per Trump pel càrrec de fiscal general, i Steve Bannon, estratega en cap de Trump, per promulgar polítiques migratòries restrictives i per prendre mesures severes contra les ciutats santuari. Miller i Bannon van estar involucrat en la formació de l'ordre executiva 13769, que buscava restringir els viatges i la immigració cap els Estats Units per part de ciutadans de set països musulmans, i la suspensió del Programa d'Admissió de Refugiats dels Estats Units (USRAP) durant 120 dies, al mateix temps que se suspenia indefinidament l'entrada de sirians als Estats Units. S'ha atribuït a Miller el paper d'artífex de la decisió de reduir el nombre de refugiats admesos als Estats Units.
En una aparició el febrer de 2017 al programa Face the Nation de la CBS, Miller va criticar els tribunals federals per bloquejar el veto migratori de Trump, acusant-los d'haver «agafat massa poder i haver esdevingut, en molts casos, una branca suprema governamental... Els nostres opositors, els mitjans de comunicació i tot el món aviat veuran a mesura que anem emprenent més accions, que els poders del president de protecció del nostre país són substanciosos i no seran qüestionats». L'afirmació de Miller va rebre crítiques d'experts legals, com ara Ilya Shapira del Cato Institute (que va dir que els comentaris de l'administració podrien menyscabar la confiança de la gent en la judicatura) i el professor de Cornell Law School Jens David Ohlin (que va dir que el comunicat demostrava una absoluta falta d'apreciació per la separació de poders establerta a la Constitució). De la mateixa manera, Miller va dir que hi va haver frau electoral significatiu a les eleccions presidencials de 2016 i que milers de votants il·legals havia estat transportats a Nou Hampshire. Miller no va aportar cap prova per demostrat les seves afirmacions.
Segons la CNN, Miller va tenir un paper important en la decisió de Trump de despatxar el director del FBI James Comey el maig de 2017.
El 2 d'agost de 2017, Miller va tenir una conversa acalorada amb el periodista Jim Acosta de la CNN a la roda de premsa diària de la Casa Blanca sobre el suport de l'administració Trump a la llei RAISE per limitar fortament el límit d'immigració legal i afavorir aquells immigrants amb domini de l'anglès. Acosta va dir que aquestes propostes estaven als antípodes amb la tradició americana referida a la immigració i va destacar que l'estàtua de la Llibertat donava la benvinguda als immigrants que arribaven als Estats Units, citant versos de The New Colossus d'Emma Lazarus. Miller va posar en dubte la connexió entre l'estàtua de la Llibertat i la immigració, remarcant que «el poema que cites, que va ser afegit després, no és part de l'estàtua de la Llibertat original». Miller va afegir que la immigració ha anat augmentant i baixant al llarg de la història americana i va preguntar-li quants immigrants havien d'acceptar cada any els Estats Units per complir amb la definició de Jim Acosta de la llei de l'estàtua de la Llibertat. Informant sobre aquests comentaris, diverses publicacions van destacar que la distinció que havia fet Miller entre l'estàtua de la Llibertat i el poema de Lazarus ha estat un dels arguments de sectors supremacistes blancs de l'alt-right. Michelle Ye Hee Lee de The Washington Post va afirmar que «Ni la va encertar pel que fa a l'estàtua de la Llibertat... Mentre que el poema no era part de l'estàtua original, va ser encarregat el 1883 per ajudar a recaptar fons pel pedestal i va donar una altra capa de significat a l'estàtua més enllà del seu missatge abolicionista». Acosta va preguntar: «Incorporarem només gent de la Gran Bretanya i Austràlia?» i Miller va contestar: «Estic sorprès per la teva declaració que peses que només la gent de la Gran Bretanya i Austràlia sabrien anglès. Això mostra el teu biaix cosmopolita». Segons Lee: «Miller té les de guanya aquí. L'anglès és la llengua oficial de dotzenes de països a més de la Gran Bretanya i Austràlia, i es parla en gairebé 100 països. A més, Miller té la raó quan diu que el domini de l'anglès és avui en dia un requisit per la naturalització». Jeff Greenfield, escrivint a Politico, va observar que cosmopolita havia estat emprat històricament per referir-se als jueus. Acosta va dir a Miller que «sembla que estiguis intentant dissenyar un influx racial i ètnic de gent en aquest país». Miller va qualificar l'afirmació d'Acosta d'indignant, insultant, ignorant i estúpida, però després es va disculpar pel to emprat.
El setembre de 2017, el The New York Times va informar que Miller havia aturat a l'administració Trump quan volia fer públic un estudi intern del Departament de Salut i Serveis Humans que va trobar que els refugiats tenien un efecte net positiu en la recaptació governamental. Miller va insistir que només es difonguessin els costos dels refugis però no els ingressos que aportaven.
Miller ha fet en diverses ocasions declaracions falses o infundades pel que fa al frau electoral.
L'octubre de 2017, el president Trump va entregar una llista de demandes sobre la reforma migratòria al Congrés, demanant la construcció d'un mur al llarg de la frontera entre Mèxic i els Estats Units, la contractació de 10.000 agents del Servei de Control de Duanes i Immigració dels Estats Units (ICE), l'enduriment de les polítiques d'asil i la discontinuïtat dels fons federals a les ciutats santuari a canvi de qualsevol acció respecte els immigrants indocumentats que haguessin arribat sense menors d'edat. Aquests immigrants havien estat protegits de la deportació sota la política Deferred Action for Childhood Arrivals (DACA) fins que la seva rescissió un mes abans, el setembre de 2017. The New York Times va informar que Miller i Sessions estaven entre aquells treballadors de l'administració Trump que ho havien demanat.
El 7 de gener de 2018, Miller va aparèixer al programa State of the Union conduït per Jake Tapper a la Cable News Network (CNN). Miller va dir que els comentaris de Steve Bannon al nou llibre Fire and Fury eren grotescos. Miller va continuar dient, El president és un geni polític... que va derrotar la dinastia Bush, que va derrotar la dinastia Clinton, que va derrotar tot el complex mediàtic. Tapper va acusar Miller de no respondre les preguntes, mentre que Miller va qüestionar la legitimitat de la CNN com a canal de notícies, i a mesura que l'entrevista va anar esdevenint més bel·ligerant, amb els dos parlant alhora, Tapper va acabar l'entrevista i va continuar dient una altra notícia. Segons fonts, després de la finalització de l'entrevista Miller es va negar a abandonar els estudis de la CNN i va haver de ser escortat a fora pels serveis de seguretat.
Al llibre de Michael Wolff Fire and Fury: Inside the Trump White House, Miller va ser descrit com a un vell de 55 anys atrapat en un cos de 32 anys; Wolff va remarcar que «a part de ser un conservador d'extrema dreta, no se sap quines aptituds concretes tenen les opinions de Miller. Estava previst que fos un redactor de discursos però, malgrat això, semblava incapaç de sortir dels punts de discussió i de construir frases. Havia de ser assessor polític però en sabia ben poc. Havia de ser l'intel·lectual però no era llegit. Havia de ser un especialista en comunicació però s'havia enemistat amb gairebé tothom».
El maig de 2018 es va informar que Miller havia assistit a la reunió controvertida que incloïa el cap de Wikistrat Joel Zamel, George Nader, Erik Prince i Donald Trump Jr. el 3 d'agost de 2016.
Miller era descrit com a artífex en cap de la decisió de Trump de començar a separar els fills d'immigrants dels seus pares quan creuaven la frontera estatunidenca. Miller va argüir que una política així dissuadiria els migrant d'anar als Estats Units. Després que Miller concedís una entrevista al The Times, la Casa Blanca va demanar que The Times no publiqués trossos de l'entrevista gravada al seu podcast, The Daily; The Times va acceptar la petició de la Casa Blanca.

### Correus electrònics filtrats
El novembre de 2019, el Southern Poverty Law Center va adquirir més de 900 correus electrònics que Miller va enviar a l'escriptora de Breitbart News Katie McHugh entre 2015 i 2016. Els correus electrònics es van convertir en la base d'una exposició que demostrava que Miller havia impulsat amb entusiasme les opinions de publicacions nacionalistes blanques com American Renaissance i VDARE, així com el lloc web de conspiració d'extrema dreta Infowars, i va promoure The Camp of the Saints, una novel·la francesa que circulava entre els neonazis, donant forma tant a la política de la Casa Blanca com a la ' de la política racial. En resposta a l'exposició, la secretària de premsa de la Casa Blanca, Stephanie Grisham, va qualificar l'SPLC d'una organització de desprestigi d'extrema esquerra completament desacreditada i desacreditada durant molt de temps. Més de 80 membres demòcrates del Congrés van demanar la dimissió de Miller a la llum dels seus correus electrònics. El 13 de novembre, la representant Alexandria Ocasio-Cortez (D-Nova York) va iniciar una petició que havia arribat a més de 20.000 signatures el 16 de novembre. Segons The Daily Beast, set «alts funcionaris de l'administració de Trump amb coneixement de la posició de Miller amb el president i els principals membres del personal han dit individualment a The Daily Beast que la història no va posar en perill la posició de Miller ni va canviar la visió favorable de Trump sobre ell. Dos d'ells es van riure literalment del simple suggeriment que l'Hatewatch podria haver enderrocat o exposat al màxim Trump». El juliol de 2020, Miller es va afegir a la llista d'extremistes del Southern Poverty Law Center.

### Postadministració (2021-2025)
El 7 d'abril de 2021, Miller va llançar l'America First Legal Foundation, una organització jurídica conservadora. La fundació va figurar anteriorment com a partidari del Projecte 2025 i va aparèixer al seu consell assessor, tot i que després el grup va demanar que se'n retirés. El mateix Miller va aparèixer en un vídeo promocional del Projecte 2025.
El 8 de setembre de 2022, Miller i Brian Jack van ser citats per un gran jurat federal que investigava els intents de revocar les eleccions presidencials dels Estats Units de 2020, amb especial atenció a l'atac al Capitoli dels Estats Units del 6 de gener.
El 27 d'octubre de 2024, Miller va pronunciar un discurs a la manifestació de campanya de Donald Trump al Madison Square Garden, on va dir que «Amèrica és només per a nord-americans i nord-americans».

### Segona administració de Trump (2025-present)
El 13 de novembre de 2024, Trump va confirmar que Miller actuaria com a subcap de gabinet de polítiques i assessor de seguretat nacional. Miller va redactar o coordinar la majoria de les ordres executives signades per Trump el seu primer dia al càrrec. El febrer de 2025, Miller i Peter Navarro van ser responsables de les discussions econòmiques sobre la imposició d'aranzels al Canadà, la Xina i Mèxic.

## Aparicions als mitjans
El 8 de febrer de 2016, Miller va participar en una entrevista amb InfoWars, durant la qual va elogiar el lloc i el seu propietari, Alex Jones, per la seva cobertura d'immigració i l'Associació Transpacífica.
En una aparició de febrer de 2017 a Face the Nation de la CBS, Miller va criticar els tribunals federals per bloquejar la prohibició de viatjar de Trump, acusant el poder judicial de tenir  massa poder i convertir-se, en molts casos, en una branca suprema del govern... Els nostres opositors, els mitjans de comunicació i el món sencer veuran aviat quan comencem a prendre més accions, que els poders del nostre país no seran molt qüestionats per protegir el nostre país. L'afirmació de Miller va ser rebut amb crítiques d'experts legals, com Ilya Shapiro de l'Institut Cato (que va dir que els comentaris de l'administració podrien minar la confiança pública en el poder judicial) i el professor de la Cornell Law School Jens David Ohlin (que va dir que la declaració mostrava una absurda manca d'apreciació de la separació de poders establerta per la Constitució). En la mateixa compareixença, Miller va dir falsament que hi va haver un frau electoral important a les eleccions presidencials de 2016 i que milers de votants il·legals van ser traslladats amb autobús a Nou Hampshire. Miller no va aportar cap prova en suport de les declaracions; Glenn Kessler, del Washington Post va trobar que Miller en múltiples ocasions ha fet afirmacions falses o sense fonaments sobre frau electoral.
El 7 de gener de 2018, Miller va aparèixer al State of the Union de Jake Tapper a CNN. En el transcurs de l'entrevista, Miller va qualificar de grotescs els comentaris de Steve Bannon sobre la reunió de la Trump Tower al llibre de Michael Wolff Fire and Fury. Miller va continuar afirmant: «El president és un geni polític... que va acabar amb la dinastia Bush, que va acabar amb la dinastia Clinton, que va acabar amb tot el complex mediàtic». Tapper va acusar Miller d'esquivar preguntes, mentre que Miller va qüestionar la legitimitat de la CNN com a locutor de notícies i, a mesura que l'entrevista es va fer més polèmica, amb els dos participants parlant entre ells, Tapper va acabar l'entrevista i va continuar amb la següent notícia. Un cop acabada l'entrevista, Miller es va negar a abandonar l'estudi de la CNN i va haver de ser escortat per la seguretat.
El febrer de 2019, quan va sorgir una polèmica a partir d'una declaració d'emergència nacional de Trump per finançar la construcció d'un mur al llarg de la frontera sud amb Mèxic que havia estat negat pel Congrés, Miller va defensar la declaració durant una entrevista televisada per Chris Wallace.

### Debat amb Jim Acosta
El 2 d'agost de 2017, Miller va tenir un acalorat intercanvi amb Jim Acosta de CNN a la sessió informativa diària de la Casa Blanca sobre el suport de l'administració Trump a la Llei RAISE per limitar dràsticament la immigració legal i afavorir els immigrants amb un alt domini de l'anglès. Acosta va dir que la proposta estava en desacord amb les tradicions nord-americanes pel que fa a la immigració i va dir que l'Estàtua de la Llibertat dóna la benvinguda als immigrants als EUA, invocant versos de El nou colós d'Emma Lazarus. Miller va discutir la connexió entre l'Estàtua de la Llibertat i la immigració, assenyalant que «el poema al qual et refereixes, que es va afegir més tard, en realitat no forma part de l'estàtua de la Llibertat original». Miller va afegir que la immigració «ha fluït i disminuït» al llarg de la història nord-americana i va preguntar quants immigrants havien d'acceptar els EUA anualment per «complir la definició de Jim Acosta de la llei de l'Estàtua de la Llibertat del país».
En la seva cobertura, diverses publicacions (com The Washington Post, Washington Monthly i US News & World Detalls) van comentar que la distinció que va fer Miller entre l'Estàtua de la Llibertat i el poema de Llàtzer ha estat un tema de conversa popular entre els segments supremacistes blancs de l'alt-dreta. Michelle Ye Hee Lee ' The Post va declarar que «cap dels dos encertava amb l'Estàtua de la Llibertat.... Tot i que el poema en si no formava part de l'estàtua original, en realitat va ser encarregat el 1883 per ajudar a recaptar fons per al pedestal» i «va donar una altra capa de significat a l'estàtua més enllà del seu missatge abolicionista».

## Vida personal
Miller es va casar amb Katie Waldman, una col·lega de l'administració, el 16 de febrer de 2020. Tenen una filla, nascuda poc després de les eleccions de novembre de 2020, i fills nascuts el febrer de 2022 i setembre de 2023. Miller és jueu.